# Eilandsraadverkiezingen Aruba 1971
Op 7 mei 1971 vonden in Aruba verkiezingen plaats voor de eilandsraad van Aruba. 

## Deelnemende partijen
| Lijst | Partij | Lijsttrekker          |
| ----- | ------ | --------------------- |
| 1     | AVP    | Dominico Guzman Croes |
| 2     | MEP    | Betico Croes          |
| 3     | PPA    | Hubert Dennert        |

## Uitslag

### Stemmen en zetelverdeling
| Partij | Partij      | 1967      | 1967  | 1967   | 1971      | 1971  | 1971   | verschil | verschil |
| Partij | Partij      | # stemmen | %     | zetels | # stemmen | %     | zetels | %        | zetels   |
| ------ | ----------- | --------- | ----- | ------ | --------- | ----- | ------ | -------- | -------- |
|        | PPA         | 10.964    | 47,97 | 10     | 12.044    | 51,14 | 11     | +9,85    | +1       |
|        | MEP         | -         | -     | -      | 8.095     | 34,37 | 7      | +34,37   | +7       |
|        | AVP         | 8.413     | 36,81 | 8      | 3.413     | 14,49 | 3      | -59,43   | -5       |
|        | UNA-PIA-PRO | 3.479     | 15,22 | 3      | -         | -     | -      | -        | -3       |
|        | Totaal      | 22.854    | 100   | 21     | 23.552    | 100   | 21     |          | 0        |

### Samenstelling eilandsraad
De zittingsperiode van de Arubaanse eilandsraad in de nieuwe samenstelling ging in op 1 juli 1971. Tot gedeputeerde werden gekozen Coby Alders, Maximo Croes en Virgilio Kock namens de PPA en Rudy Frank (geen eilandsraadlid) namens de AVP. De MEP-fractie ging in oppositie.
| nr. | Eilandsraadlid     | Partij | Opmerkingen                                   |
| --- | ------------------ | ------ | --------------------------------------------- |
| 1   | dhr. G. Oduber     | PPA    | fractieleider                                 |
| 2   | dhr. M. Croes      | PPA    | werd gedeputeerde                             |
| 3   | dhr. C. Laclé      | PPA    |                                               |
| 4   | dhr. D. Mathew     | PPA    |                                               |
| 5   | dhr. V. Kock       | PPA    | was gedeputeerde tot 1974                     |
| 6   | dhr. J. Alders     | PPA    | werd gedeputeerde                             |
| 7   | dhr. P. Croes      | PPA    | v.a. 1974 onafhankelijke                      |
| 8   | dhr. G.P. Trinidad | PPA    | v.a. 1974 gedeputeerde                        |
| 9   | dhr. C. Pieters    | PPA    |                                               |
| 10  | dhr. A. Falconi    | PPA    | v.a. 1974 onafhankelijke                      |
| 11  | dhr. O. Croes      | PPA    |                                               |
| 12  | dhr G.F. Croes     | MEP    | fractieleider                                 |
| 13  | dhr. A. Werleman   | MEP    | wnd. fractieleider                            |
| 14  | dhr. E.J. Vos      | MEP    | per november 1973 opgevolgd door R.H. Laclé   |
| 15  | dhr. F.D. Figaroa  | MEP    | per november 1973 opgevolgd door M.D. Gomez   |
| 16  | dhr. E.M. de Kort  | MEP    | per november 1973 opgevolgd door J. Croes     |
| 17  | dhr. D.I. Leo      | MEP    | per november 1973 opgevolgd door C. Boekhoudt |
| 18  | dhr. H. Angela     | MEP    |                                               |
| 19  | dhr. J.S. Eman     | AVP    | fractieleider                                 |
| 20  | dhr. C. Yarzagaray | AVP    | werd in 1973 opgevolgd door H. Henriquez      |
| 21  | dhr. A.M. Arends   | AVP    |                                               |